# Victor Harbor City
Koordinaten: 35° 33′ S, 138° 37′ O

Die City of Victor Harbor ist ein lokales Verwaltungsgebiet (LGA) im australischen Bundesstaat South Australia. Das Gebiet ist 386,5 km² groß und hat etwa 15.000 Einwohner (2016).
Victor Harbor liegt im Südosten der Fleurieu-Halbinsel etwa 70 Kilometer südlich des Stadtzentrum der Metropole Adelaide und wird zum Bereich von Outer Adelaide gezählt. Das Gebiet beinhaltet 11 Ortsteile und Ortschaften: Back Valley, Encounter Bay, Hayborough, Hindmarsh Tiers, Hindmarsh Valley, Inman Valley, Lower Inman Valley, McCracken, Mount Jagged, Victor Harbor und Waitpinga. Der Verwaltungssitz des Councils befindet sich im Stadtteil Victor Harbor an der Encounter-Bucht.

## Verwaltung
Der City Council von Victor Harbor hat zehn Mitglieder, die neun Councillor und der Vorsitzende (Chairman) des Councils werden von den Bewohnern der LGA gewählt. Victor Harbor ist nicht in Bezirke untergliedert.